# Radegunda z Turyngii
Radegunda z Turyngii, również Radegunda z Poitiers (ur. ok. 518-520 w Erfurcie, zm. 13 sierpnia 587 w Poitiers) – frankijska królowa Neustrii, mniszka, diakonisa, fundatorka klasztoru Świętego Krzyża w Poitiers (552), święta  Kościoła katolickiego i ewangelickiego.

## Życiorys
Była córką Berthachara, władcy części Turyngii. W 531 król Franków Chlotar I po zniszczeniu Królestwa Turyngii uprowadził Radegundę, a ok. 540 zmusił do małżeństwa ze sobą. Ok. 550 Chlotar kazał zabić jej brata i wówczas Radegunda go porzuciła. Biskup Medard wprowadził ją do klasztoru w Noyon jako mniszkę. W 569 uzyskała od cesarza Justyna II sporą część relikwii Krzyża Świętego.
Radegunda zmarła w opinii świętości. Jej pogrzebowi przewodniczył Grzegorz z Tours.
Wspomnienie liturgiczne św. Radegundy, królowej obchodzone jest w dzienną pamiątkę śmierci.